# Phú Thọ (Bình Dương)
Phú Thọ is een phường van Thủ Dầu Một, een stad in de provincie Bình Dương. Phú Thọ ligt op de oostelijke oever van de Sài Gòn. Een belangrijke toegangsweg is de Quốc lộ 13. Phú Thọ grenst aan thị xã Thuận An in het zuiden. Aan de andere kant van de Sài Gòn ligt het district Củ Chi van Ho Chi Minhstad.